# 山下杏也加
山下杏也加（日语：／ Yamashita Ayaka，1995年9月29日—），日本足球運動員，日本國家女子足球隊成員。

## 俱樂部生涯
2024年8月9日，山下杏也加與英格蘭女子超級聯賽俱樂部曼城簽下三年合約。2024年9月18日，她在歐洲女子冠軍聯賽預選賽戰勝巴黎FC的比賽中首次代表球隊出場。

## 國家隊生涯
从2015年，她共为日本國家女子足球隊出场26次。她也曾代表日本參加2018年亞足聯女子亞洲盃、2018年亞洲運動會足球比賽、2019年國際足協女子世界盃、2020年夏季奧林匹克運動會足球比賽。

## 成績
| 日本國家女子足球隊 | 日本國家女子足球隊 | 日本國家女子足球隊 |
| 年                 | 出場               | 入球               |
| ------------------ | ------------------ | ------------------ |
| 2015               | 3                  | 0                  |
| 2016               | 3                  | 0                  |
| 2017               | 5                  | 0                  |
| 2018               | 14                 | 0                  |
| 2019               | 1                  | 0                  |
| 總和               | 26                 | 0                  |